# 泰讷
泰讷（法語：Thennes，法語發音：[tɛn]）是法国上法蘭西大區索姆省的一个市镇，属于蒙迪迪耶区。

## 地理
泰讷（49°48'39"N, 2°28'14"E）面积8 平方千米，位于法国上法蘭西大區索姆省，该省份为法国北部沿海省份，北起加来海峡省和北部省，西接滨海塞纳省和大西洋英吉利海峡，南至瓦兹省，东临埃纳省。
与泰讷接壤的市镇（或旧市镇、城区）包括：吕斯河畔多马尔、莫勒伊、贝尔托库尔莱泰讷、阿耶、泰济格利蒙、维莱欧埃拉布勒。
泰讷的时区为UTC+01:00、UTC+02:00（夏令时）。

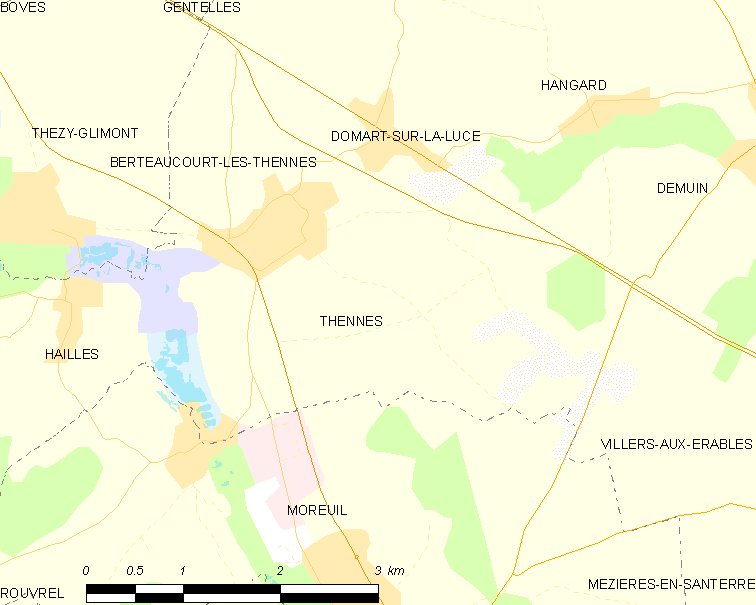
泰讷的OSM定位图

## 行政
泰讷的邮政编码为80110，INSEE市镇编码为80751。

## 政治
泰讷所属的省级选区为莫勒伊县。

## 人口

1962-2008年间泰讷人口变化图示

泰讷于2022年1月1日时的人口数量为562人。